# Wish You Were Gay
Wish You Were Gay (Eigenschreibweise: wish you were gay) ist ein Lied der US-amerikanischen Singer-Songwriterin Billie Eilish, das am 3. März 2019 als Digital-Single aus ihrem später im selben Monat erscheinenden Debütalbum When We All Fall Asleep, Where Do We Go? veröffentlicht wurde.

## Inhalt
Der Text hat autobiographische Züge: Eilish liebte einen Jungen, der ihr aber allzu deutlich klar machte, dass er sie nicht liebte, und sie fühlte sich schrecklich.

## Kommerzieller Erfolg

### Chartplatzierungen
In den US-amerikanischen Billboard Hot 100 debütierte das Lied in der Woche vom 16. März auf Platz 74. Vier Wochen später (in der Woche vom 13. April) erreichte es den 31. Platz, was die Höchstposition blieb. (Dies war die Woche, in der Billie Eilishs Debütalbum When We All Fall Asleep, Where Do We Go? in den Billboard-200-Charts debütierte.)
| ChartsChartplatzierungen       | Höchstplatzierung | Wochen |
| ------------------------------ | ----------------- | ------ |
| Deutschland (GfK)              | 52 (3 Wo.)        | 3      |
| Österreich (Ö3)                | 16 (7 Wo.)        | 7      |
| Schweiz (IFPI)                 | 46 (2 Wo.)        | 2      |
| Vereinigte Staaten (Billboard) | 31 (11 Wo.)       | 11     |
| Vereinigtes Königreich (OCC)   | 13 (9 Wo.)        | 9      |

### Auszeichnungen für Musikverkäufe
Am 9. Juli 2019 wurde die Single mit Platin für eine Million verkaufte Exemplare in den Vereinigten Staaten ausgezeichnet.
| Land/Region                  | Auszeichnungen für Musikverkäufe (Land/Region, Auszeichnung, Verkäufe) | Verkäufe  |
| ---------------------------- | ---------------------------------------------------------------------- | --------- |
| Australien (ARIA)            | 3× Platin                                                              | 210.000   |
| Brasilien (PMB)              | Diamant                                                                | 160.000   |
| Dänemark (IFPI)              | Platin                                                                 | 90.000    |
| Italien (FIMI)               | Gold                                                                   | 35.000    |
| Kanada (MC)                  | 3× Platin                                                              | 240.000   |
| Mexiko (AMPROFON)            | Diamant · + Gold                                                       | 330.000   |
| Neuseeland (RMNZ)            | 2× Platin                                                              | 60.000    |
| Norwegen (IFPI)              | Gold                                                                   | 30.000    |
| Österreich (IFPI)            | Platin                                                                 | 30.000    |
| Polen (ZPAV)                 | 2× Platin                                                              | 40.000    |
| Portugal (AFP)               | Platin                                                                 | 10.000    |
| Schweden (IFPI)              | Gold                                                                   | 60.000    |
| Schweiz (IFPI)               | Platin                                                                 | 20.000    |
| Spanien (Promusicae)         | Gold                                                                   | 30.000    |
| Vereinigte Staaten (RIAA)    | Platin                                                                 | 1.000.000 |
| Vereinigtes Königreich (BPI) | Platin                                                                 | 600.000   |
| Insgesamt                    | 5× Gold · 15× Platin · 2× Diamant ·                                    | 2.905.000 |

Hauptartikel: Billie Eilish/Auszeichnungen für Musikverkäufe